# Zeitlosengewächse
Die Zeitlosengewächse (Colchicaceae) sind eine Familie in der Ordnung der Lilienartigen (Liliales) innerhalb der Monokotyledonen (Einkeimblättrigen Pflanzen). Die 17 bis 21 Gattungen mit etwa 200 bis 225 Arten sind von den gemäßigten Gebieten bis in die Tropen fast weltweit verbreitet.

## Beschreibung

### Erscheinungsbild und Blätter
Es sind ausdauernde krautige Pflanzen. Alle Taxa sind Geophyten; die Überdauerungsorgane sind bei den Colchicaceae Sprossknollen mit einer braunen Umhüllung oder selten Rhizome, beides ohne schuppenförmige Niederblätter. Sie wachsen meist selbständig aufrecht oder klettern selten (Gloriosa).
Die selten gestielten, meist sitzenden Laubblätter sind einfach, ganzrandig, parallelnervig, linealisch bis lanzettlich. Sie bilden entweder eine grundständige Rosette oder sind am Stängel verteilt wechselständig und meist spiralig, selten zweizeilig angeordnet.

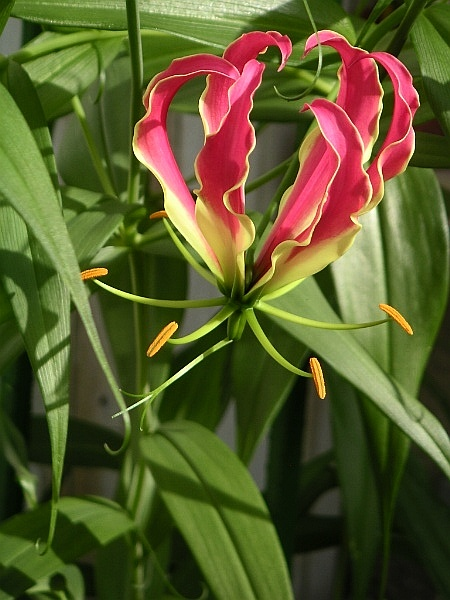
Tribus Colchiceae: Ruhmeskrone (Gloriosa superba)

### Blütenstände und Blüten
Die Blüten sitzen einzeln oder in achsel- oder endständigen, traubigen, zymösen oder doldigen Blütenständen (Infloreszenzen). Ein Blütenstandsschaft kann vorhanden sein oder fehlen.
Die zwittrigen Blüten sind radiärsymmetrisch und dreizählig. Die Blütenhüllblätter sind gleichgestaltet, deshalb gibt es (2 × 3) sechs Perigonblätter. Die Blütenhüllblätter können untereinander frei oder verwachsen sein. Nektar Sekretion erfolgt durch Nektarien am unteren Ende der Perigonblätter oder Staubblätter (bei Colchicum). Es sind zwei Kreise mit je drei fertilen Staubblättern vorhanden, die untereinander frei sind, aber mit Blütenhüllblättern verwachsen sein können; sie überragen die Blütenhüllblätter nicht. Drei (selten vier) Fruchtblätter sind zu einem oberständigen Fruchtknoten verwachsen mit vielen Samenanlagen. Es sind meist drei freie Griffel, selten nur einer vorhanden, aber immer drei Narben.

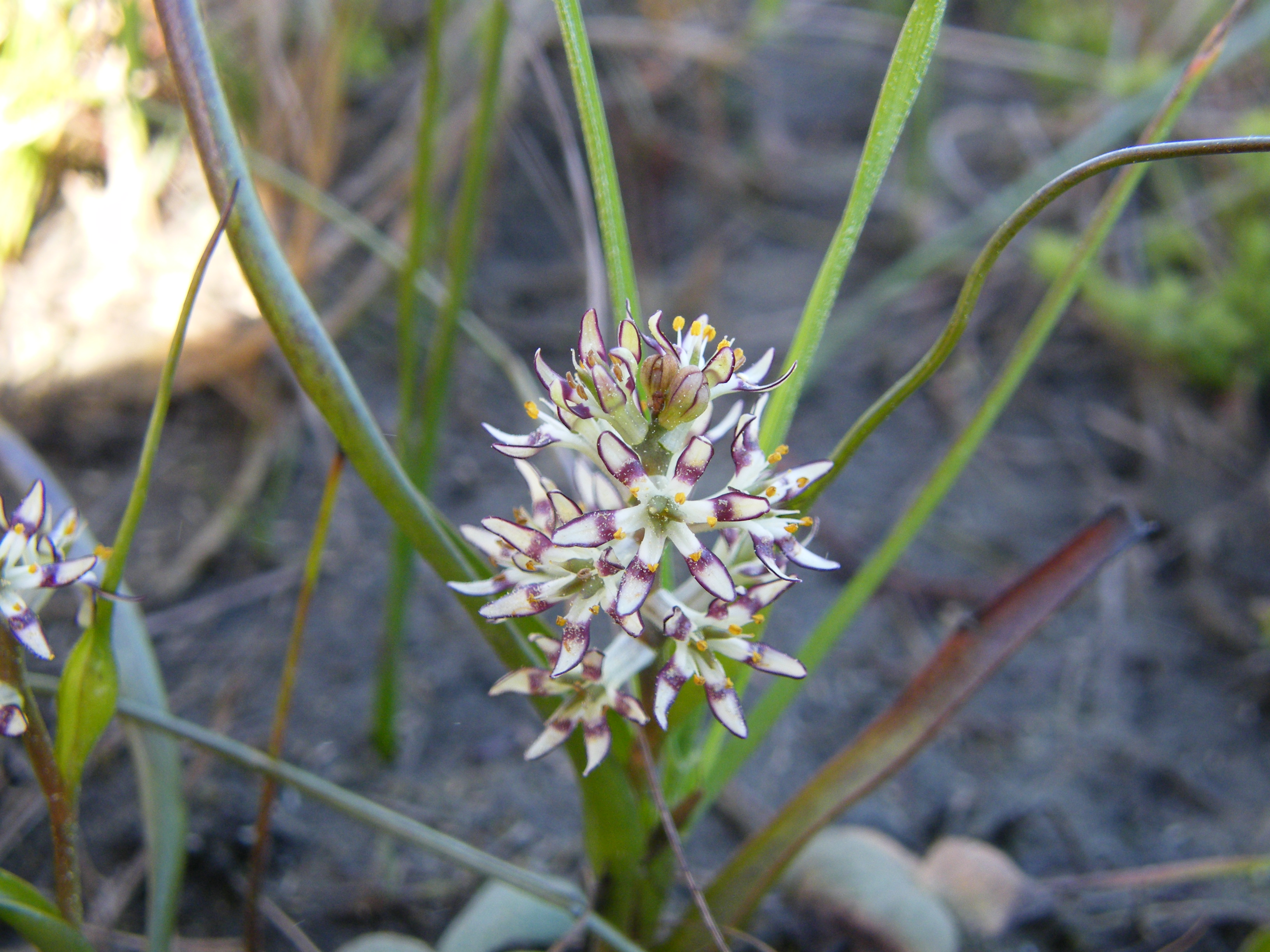
Tribus Anguillarieae: Wurmbea inusta

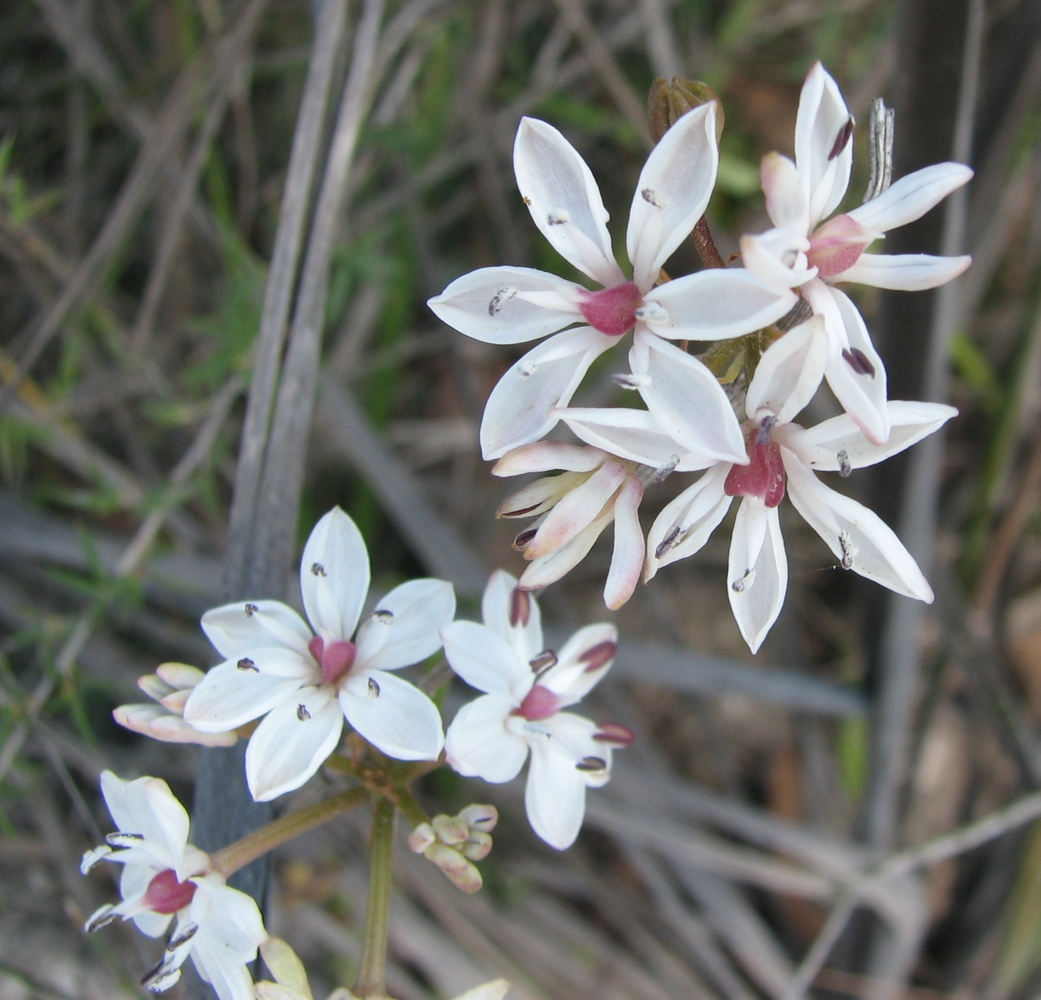
Tribus Burchardieae: Burchardia umbellata

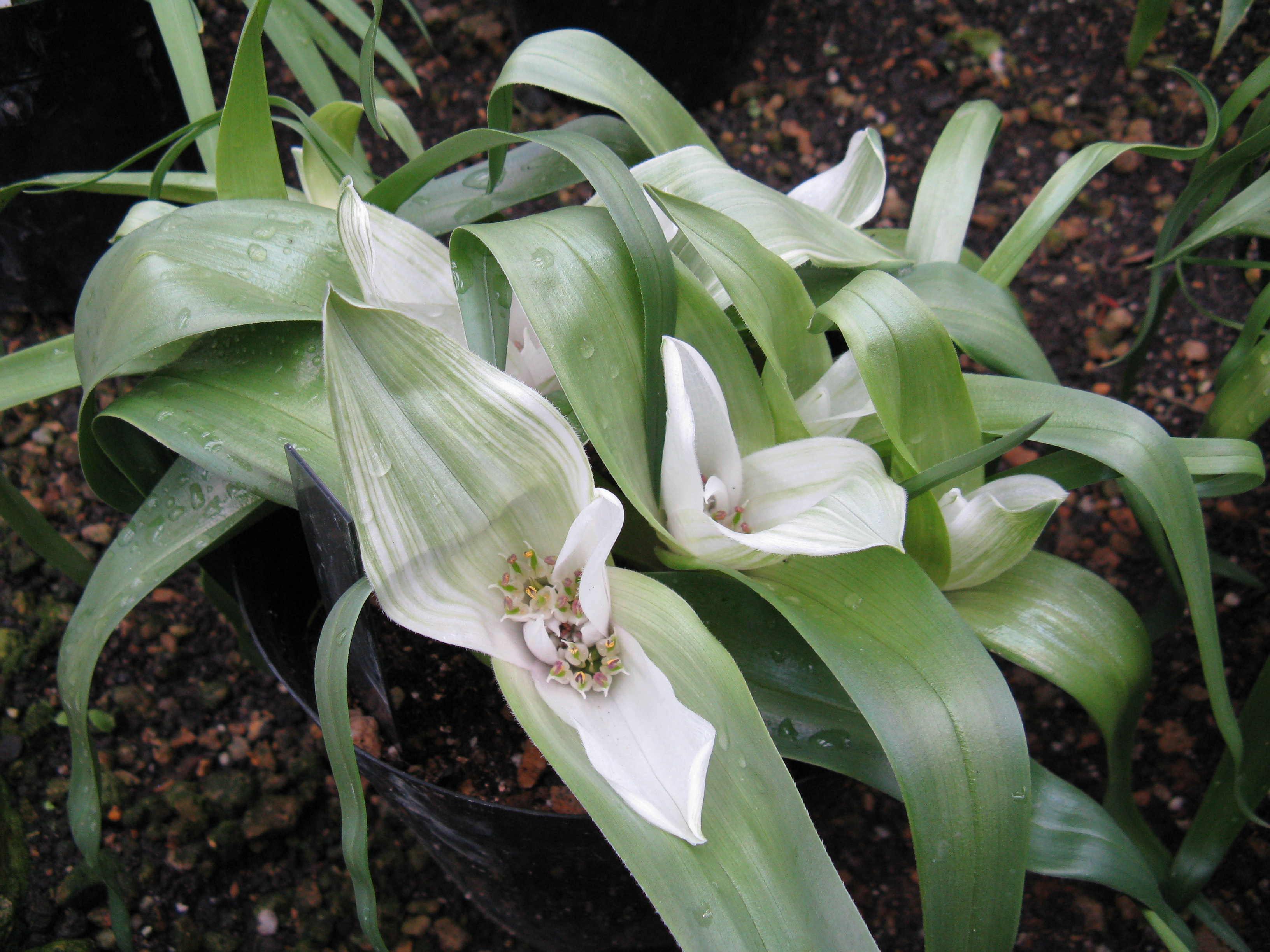
Tribus Colchiceae: Androcymbium ciliolatum

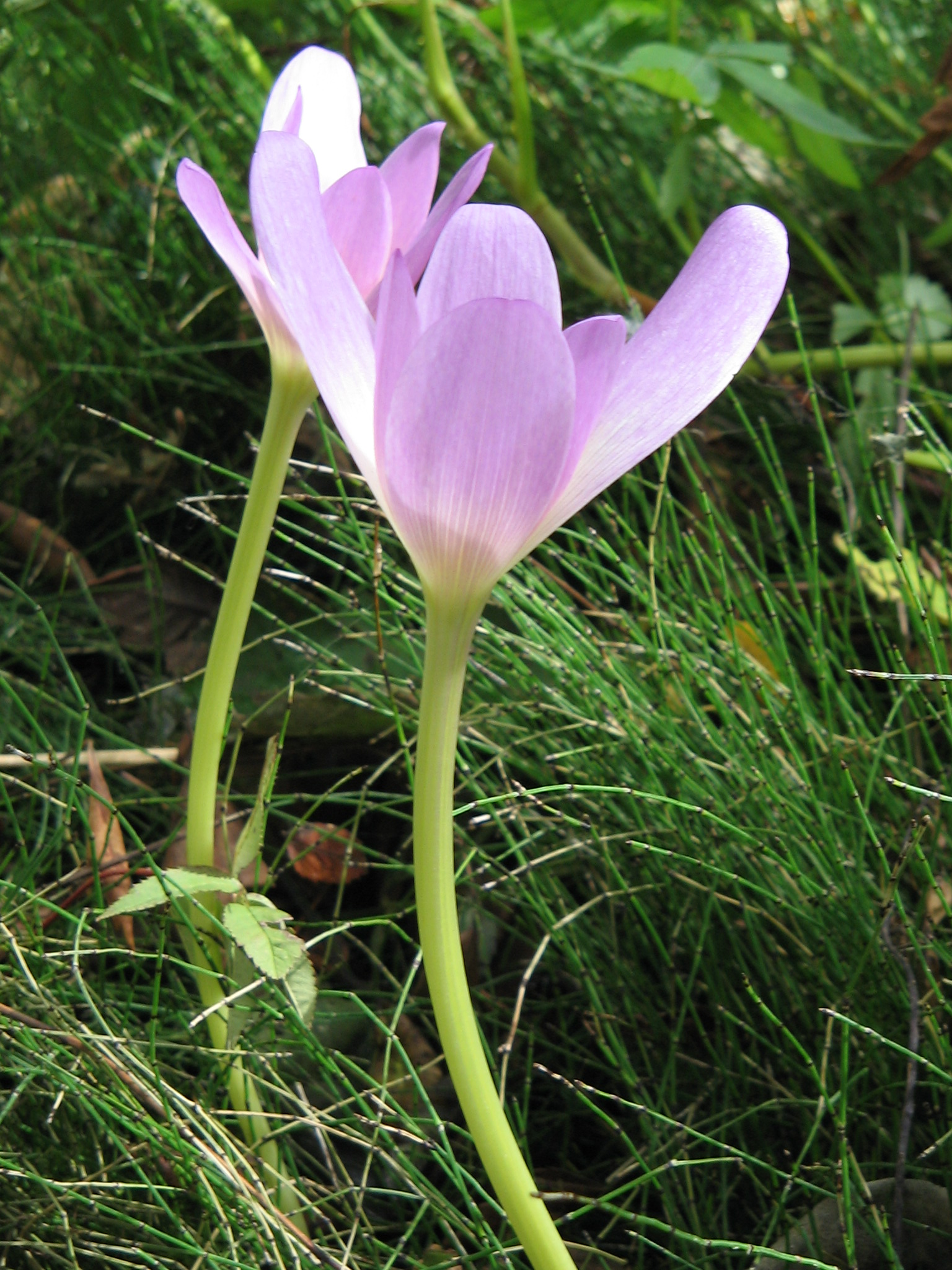
Tribus Colchiceae: Colchicum speciosum

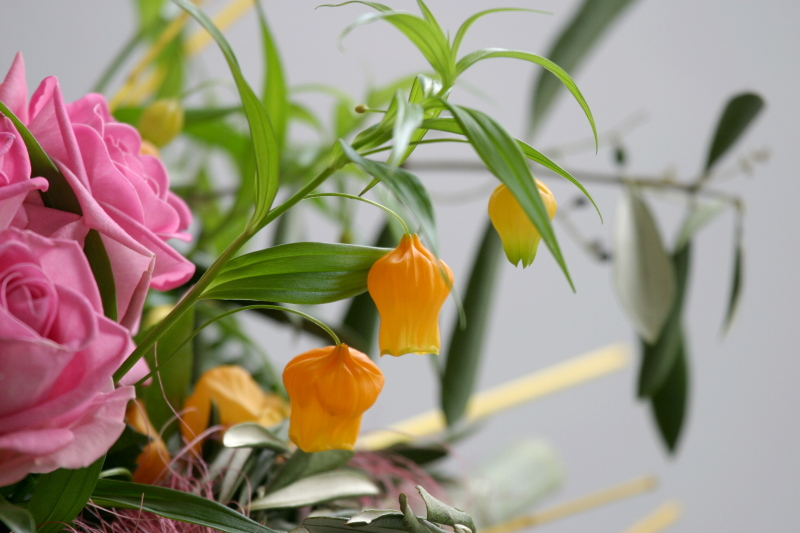
Tribus Colchiceae: Laternenlilie (Sandersonia aurantiaca)

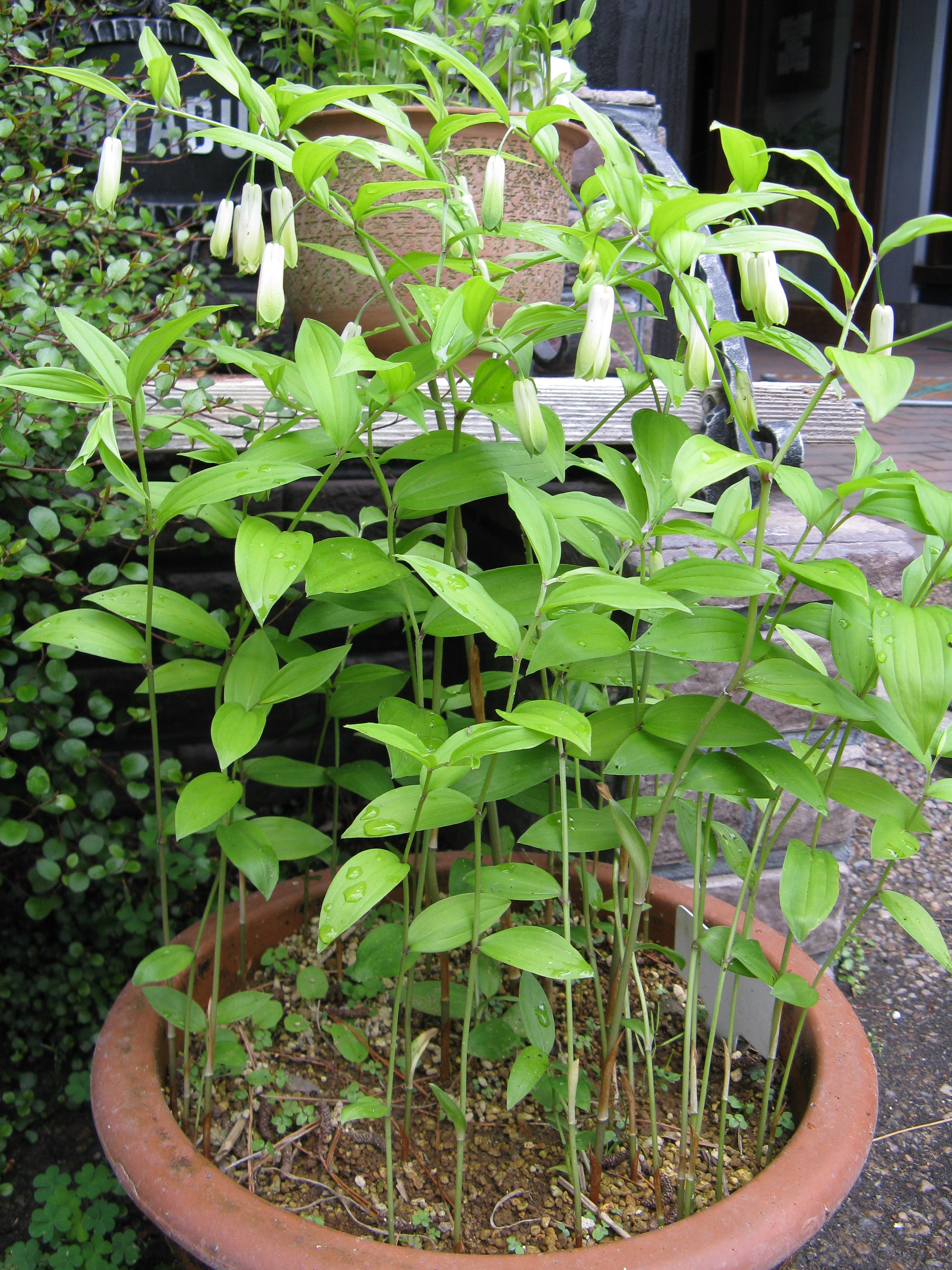
Tribus Uvularieae: Habitus und Blüten von Disporum sessile

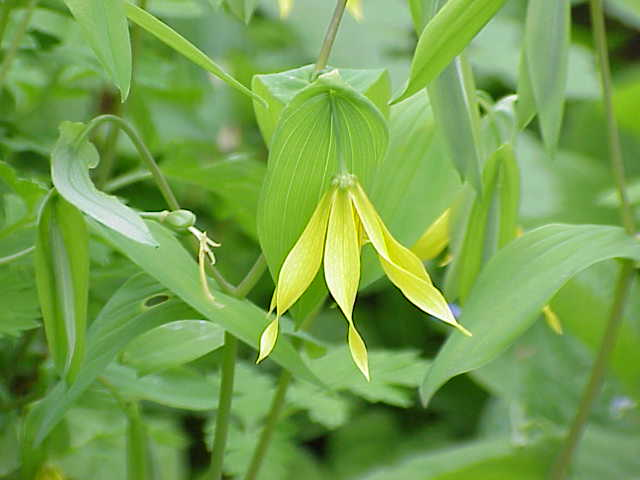
Tribus Uvularieae: Uvularia grandiflora

Die Blütenformel lautet: {\displaystyle \star P_{3+3}\;oder\;P_{(3+3)}\;A_{3+3}\;G_{\underline {(3)}}}

### Früchte und Samen
Die Kapselfrüchte enthalten 30 bis 60 Samen. Die ölhaltigen Samen sind ungeflügelt.

### Chromosomenzahlen und Inhaltsstoffe
Die Chromosomenzahlen variieren von 2n = 14 bis zu 2n = 216, wobei die hochgradig polyploiden Zahlen fast völlig auf Colchicum beschränkt sind. Die Evolution der Chromosomenzahlen in der Familie wurde auch anhand eines Stammbaumes untersucht, denn es gibt für die Colchicaceen bereits 112 Arten mit publizierten Chromosomenzahlen (Chacón et al., 2014).
Hinsichtlich der Inhaltsstoffe sind Alkaloide besonders hervorzuheben. Viele der Arten sind toxisch, da sie häufig Sekundärmetaboliten wie beispielsweise das hochgradig giftige Colchizin enthalten.

## Systematik und Verbreitung
Der Familienname Colchicaceae wurde 1805 von Augustin Pyramus de Candolle in Flore Française veröffentlicht. Er stellte sechs Gattungen in diese Familie, von denen drei noch immer dazu gerechnet werden, von denen aber heute Erythronium zu den Liliaceae, Tofieldia zu den Tofieldiaceae und Veratrum zu den Melanthiaceae gehören. Typusgattung ist Colchicum L. Der botanische Gattungsname Colchicum ist von der antiken Kolchis, einem Gebiet an der Ostküste des Schwarzen Meeres, abgeleitet.
Lange Zeit waren alle Taxa in der Familie der Liliaceae eingeordnet. Noch innerhalb der Liliaceae belässt Franz Buxbaum (1925, 1936, 1937) die Taxa, ordnet sie aber neu in Unterfamilien und Tribus. Bertil Nordenstam stellt 1982 einige Tribus neu zusammen. Durch molekulargenetische Untersuchungen werden von Chase et al. 1993, 1995 und Rudall et al. 1997 einige Gattungen Burchardia, Tripladenia, Uvularia und Disporum neu zu den Colchicaceae gestellt. Seit Nordenstam 1998 gehören 19 Gattungen mit etwa 225 Arten zur Familie. In dieser Arbeit stellte er auch Tribus und Gattungen in zwei Unterfamilien: in der Unterfamilie der Wurmbeoideae besitzen die Taxa Knollen, parallelnervige Blattspreiten, trockene Kapselfrüchte und Colchizin-Alkaloide; manchmal Netznervatur und Alkaloide ohne Tropolon-Ring. Die Gliederung in zwei Unterfamilien und fünf Tribus nach Nordenstam 1982, 1998 und Dahlgren et al. 1985 konnte in Untersuchungen von Annika Vinnersten & Gail Reeves 2003 nicht bestätigt werden. Kontrovers diskutiert wird zum einen der Umfang der Gattung Colchicum einschließlich der Gattungen Merendera, Bulbocodium und Androcymbium und zum anderen der Umfang der Gattung Gloriosa.
Synonyme für Colchicaceae DC. sind: Bulbocodiaceae Salisb., Burchardiaceae Takht., Compsoaceae Horaninow, Merenderaceae Kral und Uvulariaceae A.Gray ex Kunth nom. cons.
Innerhalb der Ordnung der Liliales sind die Colchicaceae am nächsten mit den Alstroemeriaceae, Luzuriagaceae und Petermanniaceae verwandt; diese vier Familien sind mit den Melanthiaceae nahe verwandt.
Das Verbreitungsgebiet reicht weltweit von den gemäßigten Gebieten bis in die Tropen. Allerdings fehlen sie in Südamerika. Sie gehören in die Florenreiche der Holarktis, Paleotropis und Capensis. Verbreitungsschwerpunkte sind: Europa, die Region vom Mittelmeergebiet bis nach Zentralasien und Nordindien, und die Sommerregengebiete des südlichen Afrika.
Man kann die Familie in mehrere Tribus gliedern, neuere Studien beispielsweise gehen damit einer neuen Systematik nach: Die Gliederung in Unterfamilien kann nicht aufrechterhalten werden, ohne mehrere Unterfamilien neu zu bilden, um monophyletische Taxa zu erhalten; dies ist aber nicht sinnvoll bei einer relativ kleinen Familie. Deshalb wird sie nach Annika Vinnersten & John C. Manning 2007 nur noch in jetzt sechs Tribus gegliedert. Es gibt in der Familie der Colchicaceae (15 bis 21) etwa 16 Gattungen mit etwa 200 bis 225 Arten:
- Tribus Anguillarieae D.Don (Syn.: Baeometreae): Sie enthält nur zwei Gattungen in Afrika und Australien:
  - Baeometra Salisb. ex Endl.: Sie enthält nur eine Art:
    - Baeometra uniflora (Jacq.) G.J.Lewis: Es ist ein Endemit in der südafrikanischen Provinz Westkap. Sie wird als Zierpflanze verwendet und ist beispielsweise in Australien verwildert.

  - Wurmbea Thunb. (Syn: Anguillaria R.Br. nom. illeg., Onixotis Raf., Skizima Raf., Dipidax Lawson ex Salisb., Neodregea C.H.Wright): Die etwa 50 Arten sind im tropischen und südlichen Afrika sowie in Australien verbreitet.

- Tribus Burchardieae J.C.Manning & Vinn.: Sie enthält nur eine Gattung:
  - Burchardia R.Br.: Die fünf bis sechs Arten sind in Australien verbreitet.

- Tribus Colchiceae Rchb.: Sie enthält fünf oder sechs Gattungen und etwa 170 Arten in Eurasien und Afrika:
  - Androcymbium Willd.: Sie enthält inklusive Erythrostictus Schltdl. etwa 55 bis 90 Arten, beispielsweise:
    - Androcymbium rechingeri Greuter: Sie kommt nur auf Kreta vor.

  - Zeitlose (Colchicum L.; inklusive Merendera Ramond und Bulbocodium L.).  Bulbocodium umfasst nur zwei Arten, darunter die Frühlingslichtblume (Colchicum bulbocodium Ker Gawl., Syn. Bulbocodium vernum L.). Colchicum enthält 60 bis 100 Arten und ist wohl auch erst dann monophyletisch, wenn sie die Arten der Gattung Androcymbium mit umfasst.
  - Gloriosa L.: Sie enthält inklusive Littonia Hook. etwa zwölf Arten in der Alten Welt.
  - Hexacyrtis Dinter: Sie enthält nur eine Art:
    - Hexacyrtis dickiana Dinter: Die Heimat ist Namibia und die nordwestliche Kapprovinz.[4]

  - Ornithoglossum Salisb.: Die etwa acht Arten sind von Tansania bis Südafrika verbreitet.
  - Sandersonia Hook.: Sie enthält nur eine Art:
    - Laternenlilie (Sandersonia aurantiaca Hook.): Sie ist in Südafrika beheimatet.

- Tribus Iphigenieae Hutch.: Sie enthält zwei Gattungen mit etwa zehn Arten in der Alten Welt:
  - Camptorrhiza Hutch.: Mit zwei Arten:
    - Camptorrhiza indica S.R.Yadav, N.P.Singh & B.Mathew: Sie kommt in Indien vor.[4]
    - Camptorrhiza strumosa (Baker) Oberm.: Sie ist im tropischen und südlichen Afrika verbreitet.[4]

  - Iphigenia Kunth: Die etwa zwölf Arten sind in der Alten Welt weitverbreitet.

- Tribus Tripladenieae Vinn. & J.C.Manning: Sie enthält drei Gattungen nur in Australien und Neuguinea.
  - Kuntheria Conran & Clifford: Sie enthält nur eine Art:
    - Kuntheria pedunculata (F.Muell.) Conran & Cliff.: Sie ist ein Endemit in den Regenwäldern des nördlichen Queenslands.

  - Schelhammera R.Br.: Die nur zwei Arten sind in Australien und Neuguinea verbreitet.
  - Tripladenia D.Don: Sie enthält nur eine Art:
    - Tripladenia cunninghamii D.Don: Sie ist in den australischen Bundesstaaten New South Wales und Queensland verbreitet.

- Tribus Uvularieae Meisn.: Sie besitzt ein disjunktem Areal in Nordamerika, Asien sowie dem östlichen Indonesischen Archipel und enthält nur noch zwei Gattungen:
  - Disporum Salisb.: Die etwa 22 Arten sind in Asien von Indochina bis zu Russlands Fernem Osten verbreitet.[4]
  - Uvularia L.: Die etwa fünf Arten sind in Nordamerika verbreitet.

## Nutzung
Es werden nur sehr wenige Arten durch den Menschen genutzt. Der in vielen Arten vorhandene, giftige Inhaltsstoff Colchizin wird in der Forschung und in der Medizin eingesetzt.
Einige Arten aus den Gattungen Colchicum, Gloriosa, Sandersonia und ihre Sorten werden als Zierpflanzen verwendet.